# 瀬野精一郎
瀬野 精一郎（せの せいいちろう、1931年7月20日 - 2022年1月11日）は、日本の歴史学者、早稲田大学名誉教授。専門は日本中世史、主な研究対象は中世武士。

## 来歴
長崎県佐世保市生まれ。1954年九州大学文学部国史学科卒業。1957年同大学院修士課程修了、九大助手。1960年東京大学史料編纂所教務職員、1962年同助手、1976年同助教授、1977年早稲田大学文学部助教授、1978年「鎭西御家人の研究」で早稲田大学文学博士。1982年同教授。2002年定年退職、名誉教授。2022年1月11日、前立腺癌のため死去。90歳没。
門下生に海老澤衷（早稲田大学文学学術院教授）、久保健一郎（早稲田大学文学学術院教授）、高木徳郎（早稲田大学教育・総合学術院教授）、大塚ひかりなどがいる。

## 著書
- 『長崎県の歴史』山川出版社（県史シリーズ）1972
- 『鎮西御家人の研究』吉川弘文館 1975　オンデマンド版　2017　ISBN　9784642725125
- 『歴史の陥穽』吉川弘文館 1985
- 『歴史断想』東京堂出版 1997
- 『足利直冬』吉川弘文館・人物叢書 2005 ISBN　9784642052337
- 『歴史の残像 歴史家の見た戦前・戦中・戦後』吉川弘文館 2008
- 『松浦党研究とその軌跡』青史出版　2010
- 『『鎌倉遺文』の研究』東京堂出版　2011
- 『鎌倉幕府と鎮西』吉川弘文館　2011　オンデマンド版　2023　ISBN　9784642728980
- 『歴史の余燼』吉川弘文館、2015

### 共編著・校訂
- 『九州地方中世編年文書目録 鎌倉時代篇』私家版 1966 のち吉川弘文館
- 『鎌倉幕府裁許状集』吉川弘文館 1970　オンデマンド版　2017　上　ISBN　9784642725156　下　ISBN　9784642725163
- 『九州地方中世編年文書目録 南北朝時代篇』吉川弘文館 1974
- 『肥前国神崎荘史料』吉川弘文館（荘園史料叢書）1975
- 『九州の風土と歴史』川添昭二共編 山川出版社（風土と歴史）1977
- 『南北朝遺文 九州編』第1-7巻 東京堂出版 1980-1992
- 『備後国大田荘史料 1』吉川弘文館（荘園史料叢書）1986
- 『鎌倉遺文無年号文書目録』東京堂出版 1993.9
- 『松浦党関係史料集』第1-3 続群書類従完成会 1996-2004
- 『日本荘園史大辞典』吉川弘文館 2003.3　ISBN　9784642013383
- 『日本史総合年表』加藤友康、鳥海靖、丸山雍成共編 第2版 吉川弘文館 2005.8　第3判　2019.10　ISBN　9784642014793
- 『日本古代中世人名辞典』平野邦雄共編 吉川弘文館 2006.11　ISBN　9784642014342
- 『松浦党関係史料集 第4』村井章介共編 八木書店 2009.4
- 『花押・印章図典』吉川弘文館 2017.12　ISBN　9784642083270

## 参考
- 「年譜・主要著作目録 瀬野精一郎先生 」『史観』2002年09月